# Station Houten
Station Houten is een treinstation aan de spoorlijn Utrecht – 's-Hertogenbosch, gelegen in het centrum van Houten.

## Het oude station
Het eerste station in Houten werd geopend op 1 november 1868. Dit was een Waterstaatstation van de eerste generatie dat in meerdere plaatsen langs de spoorlijn Utrecht - Boxtel werd gebouwd. Het station is in 1867 gebouwd naar een ontwerp van G. van Diesen en is het enige overgebleven exemplaar van dit type.
In het gebouw had de stationschef zijn woning en werkruimte. Verder waren er twee wachtkamers, een bagageruimte, magazijn en toiletruimten. Het gebouw had een zolder en een kleine kelder. Op het perron stond apparatuur voor de bediening van de wissels en overweg. Vanaf 1871 was het ook mogelijk om telegrammen te versturen via het station.
Op het station waren meerdere personeelsleden van het Staatsspoor te vinden. Naast de stationschef was er een wisselwachter en een telegrafist. Ook was er personeel voor het laden en lossen van goederen. Voor diverse personeelsleden werden in 1908 vier burgerwoningen tegenover het station gebouwd.
Het stationsgebouw lag op afstand van de bebouwde kom, tussen de boomgaarden. Het meeste personeel kwam uit het dorp, maar de stationschefs uit het hele land.

## Sluiting
Het station werd gesloten op 7 oktober 1934. Aanleiding was het intensievere gebruik van het het spoor. Op het zogenaamde Midnet werden snellere dieseltreinen ingezet en kleine stations gesloten. Het gebouw bleef bewaard en heet nu Het Oude Station. Na sluiting van het station werden er twee woningen in ondergebracht. Hier woonde onder anderen de seinhuiswachter met zijn gezin die de wissels en de naastgelegen overweg bediende. Later werden dit drie woningen. Alleen goederentreinen die steenkool aanvoerden naar Houten, stopten er enkele keren per week. In 1965 sloot het station ook voor goederenvervoer.
Op 31 oktober 1984 besloot de Houtense gemeenteraad om het oude stationsgebouw te slopen. Na protest van de directe buren en een handtekeningenactie, overwoog de gemeenteraad zijn besluit. Het gebouw werd in gebruik genomen voor startende ondernemers.

### Verplaatsing
Omdat voor dit stationsgebouw bij de spoorverdubbeling geen plaats was, maar het cultuurhistorische waarde heeft (het is het enige van dit type dat nog bestaat), werd het in 2007 verplaatst naar een locatie 150 meter zuidoostelijker langs het spoor. Eerst werd het station opgevijzeld naar 2.8 meter. Het opvijzelen begon op 8 augustus 2007. Op 24 augustus 2007 werd het gebouw naar de nieuwe locatie gereden.
Na renovatie is in april 2009 de benedenverdieping ingericht als horecagelegenheid waar mensen met een verstandelijke beperking werk vonden. De zolderverdieping is in gebruik genomen door de archeologische vereniging die hier regelmatig tentoonstellingen houdt.
Op 6 juni 2025 is een voormalige Duitse treinwagon naast het oude stationsgebouw geplaatst, welke wordt omgebouwd tot kantoorruimte als uitbreiding. De treinwagon genaamd 'Gare du Nord' deed eerder dienst als een veganistisch restaurant in Rotterdam.

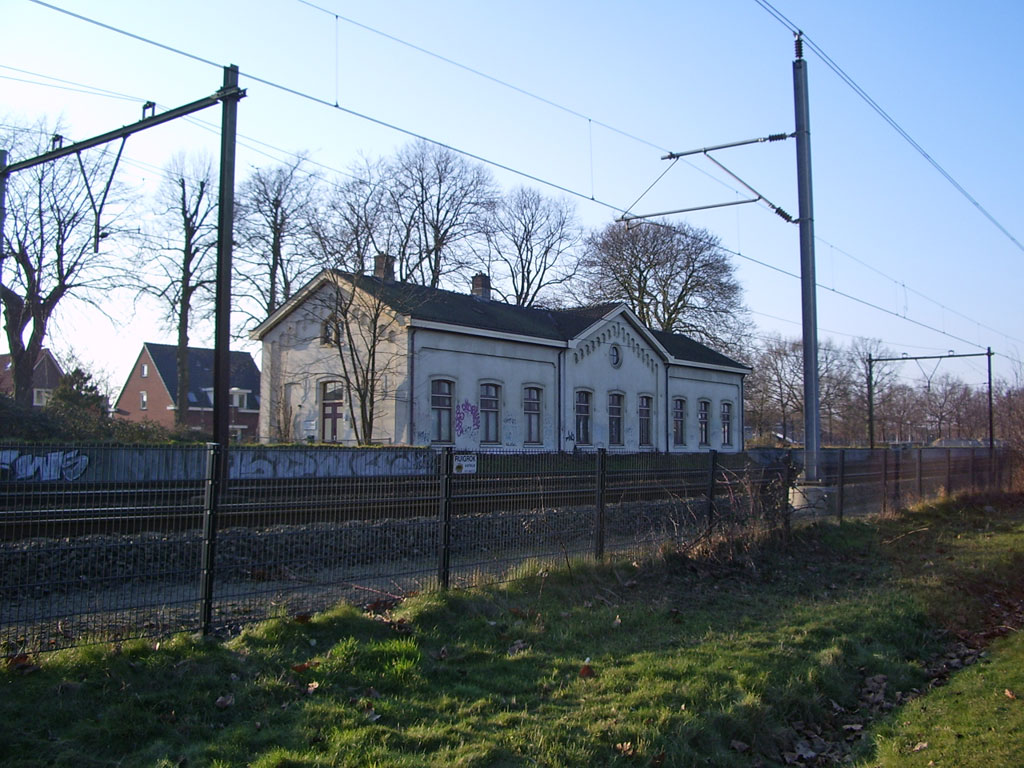
Het oude station in 2006, nog op de oude locatie.
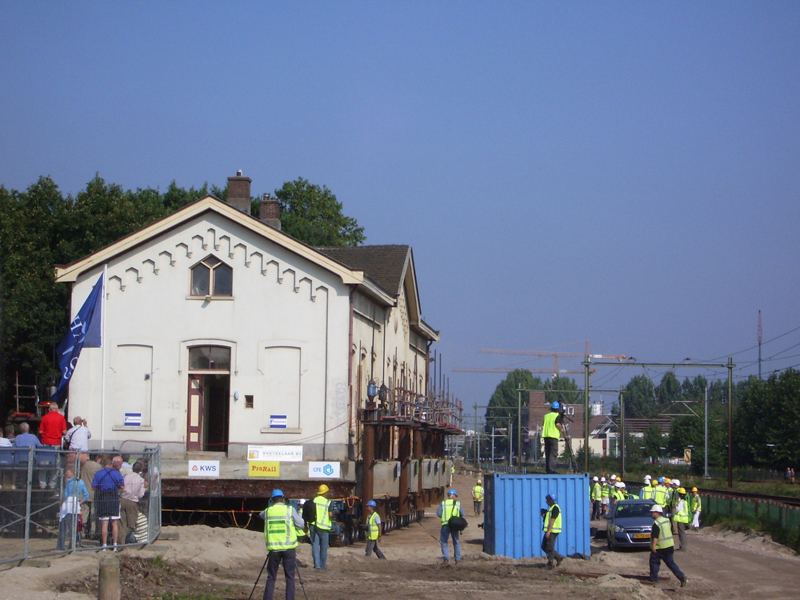
24 augustus 2007, het oude station is gearriveerd op de nieuwe locatie.
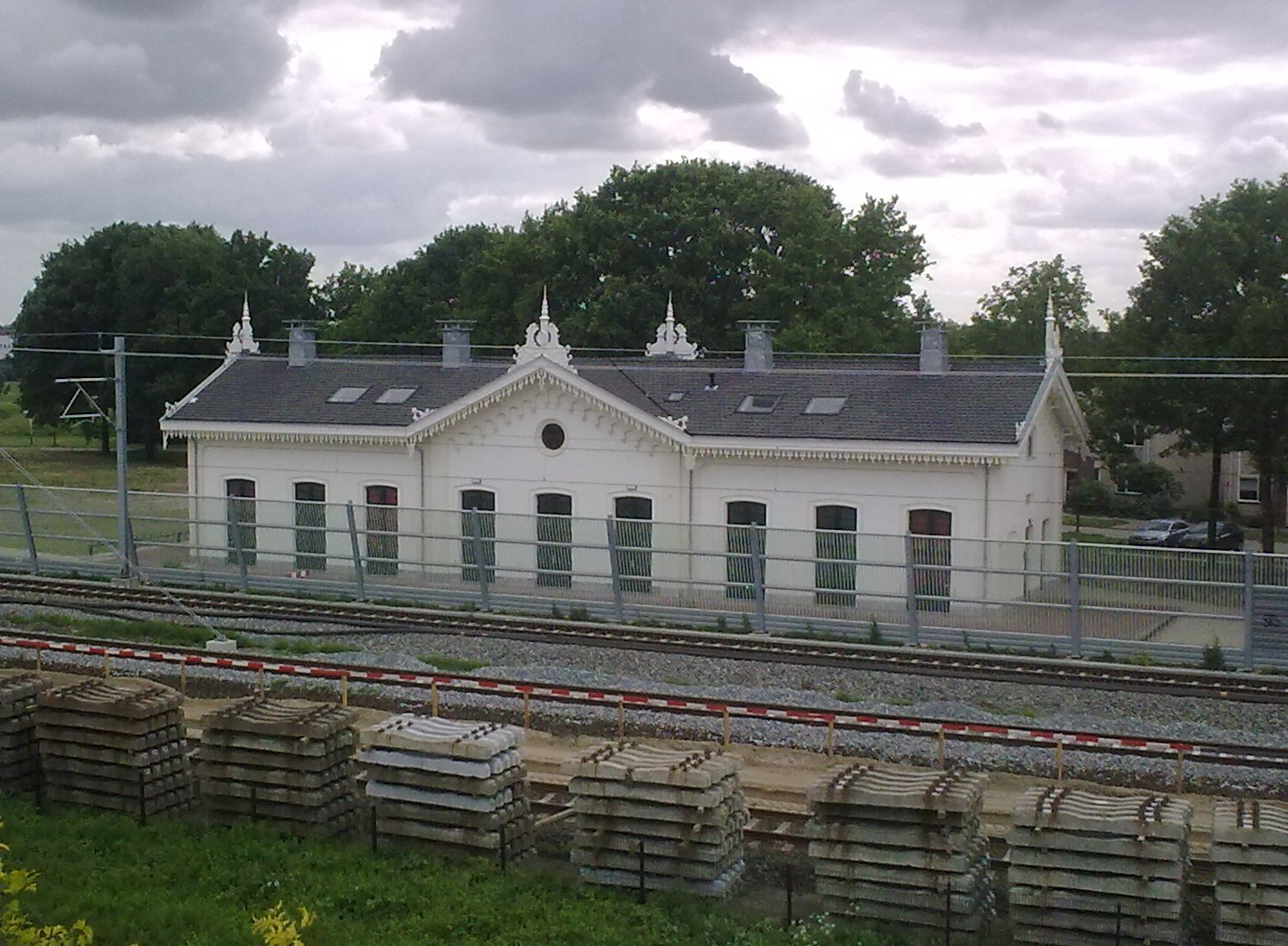
Situatie juni 2009. De dakpunten zijn weer voorzien van ornamenten.

## Het tweede station
In verband met de groeitaak die Houten in de jaren 1970 werd toegewezen werd op een nieuwe locatie een compleet nieuw stadscentrum, met een nieuw station, gebouwd. Dit station, ontworpen door architect J. Bak, was stedenbouwkundig geïntegreerd in de omgeving. Het werd gebouwd op maaiveld, terwijl onder het station een tunnel, het Onderdoor, werd gerealiseerd, om het westelijke en oostelijke deel met elkaar te verbinden. De opening en ingebruikname waren in 1982. De loketten bevonden zich in de hal van het naastgelegen postkantoor. Deze waren tot 1 oktober 2007 in gebruik.
Met de tweede groeitaak (Vinex) kreeg Houten, midden in het nieuwe deel Houten-Zuid, een tweede treinstation. Eerst een tijdelijk station, vanaf januari 2001. Over een enkele lijn, het "derde spoor", pendelde de trein op en neer. Dit was technisch gezien een tramlijn, en met 1,9 km de kortste van Europa (zie Tramlijn Houten - Houten Castellum). De lijn liep parallel aan de bestaande spoorlijn, omdat een extra stop van de stoptrein op dit drukke baanvak niet was in te passen. Later werd de lijn in zijn geheel verdubbeld. De tramlijn heeft gefunctioneerd tot december 2008, toen met de bouw van Castellum en het nieuwe, definitieve station, werd aangevangen.

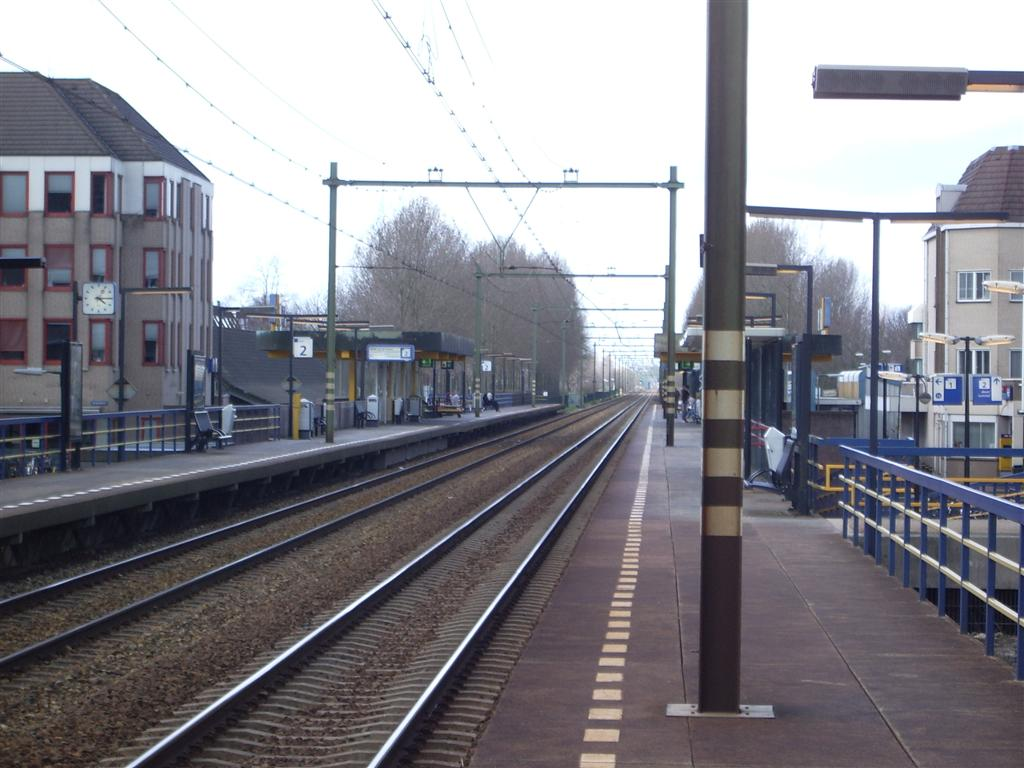
Station Houten, spoor 1 en 2 in 2006. Het linker perron is in 2007 gesloopt, het rechter in 2009.
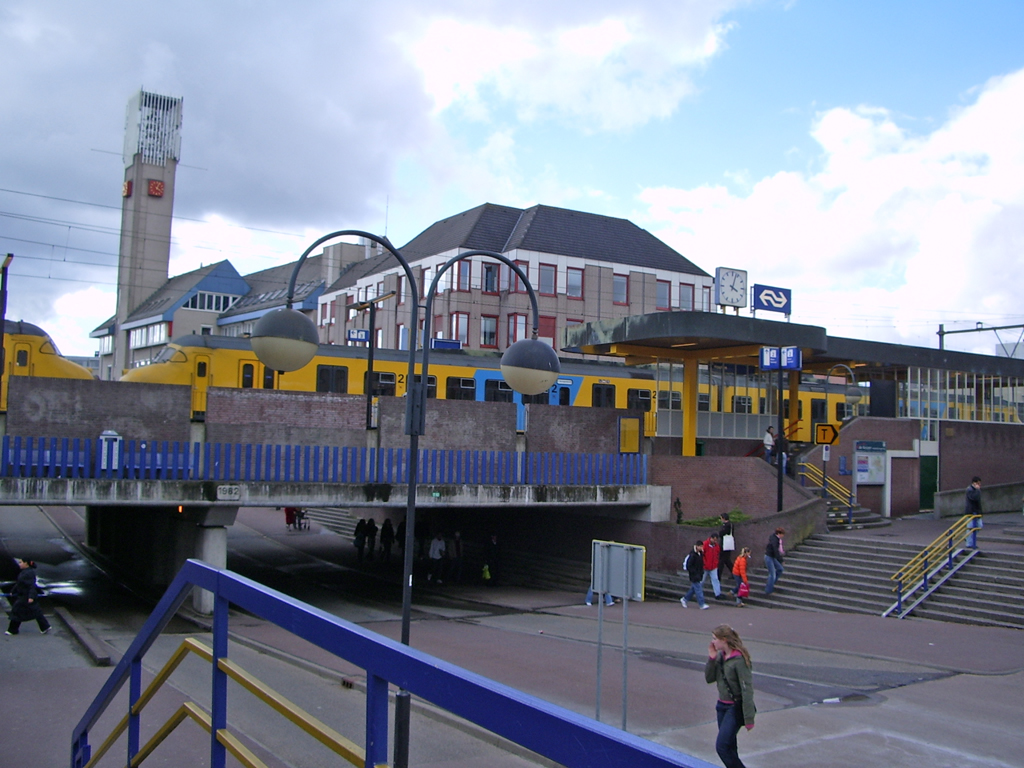
Het tweede station Houten.
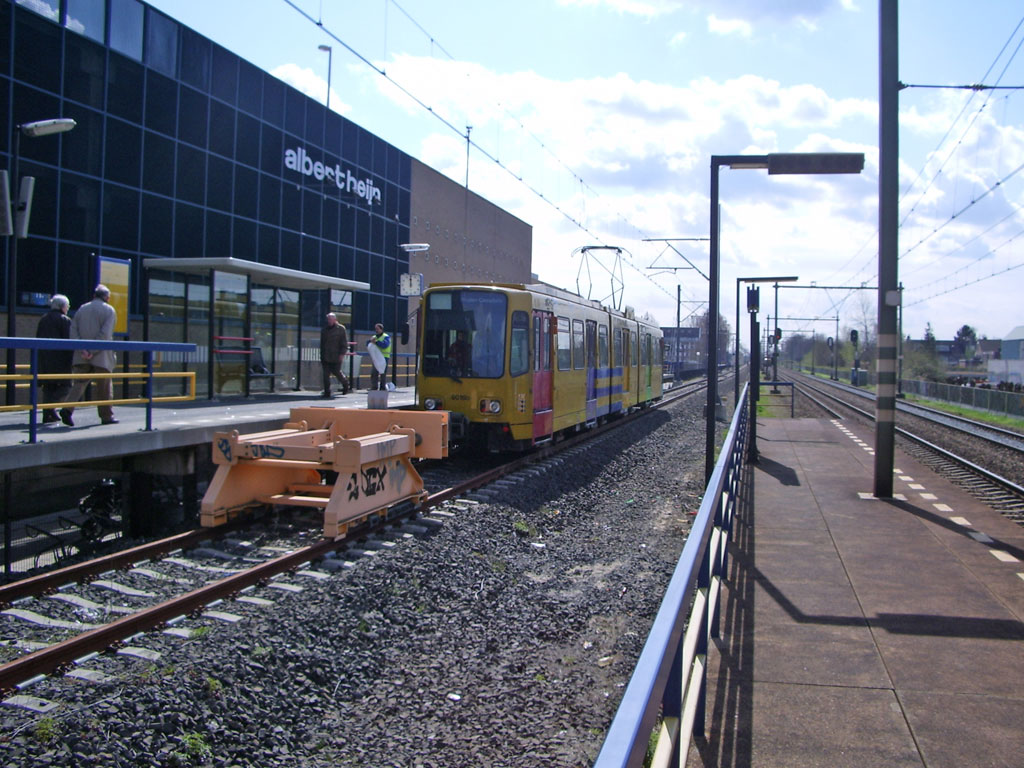
De tram naar Castellum vertrekt van spoor 3.
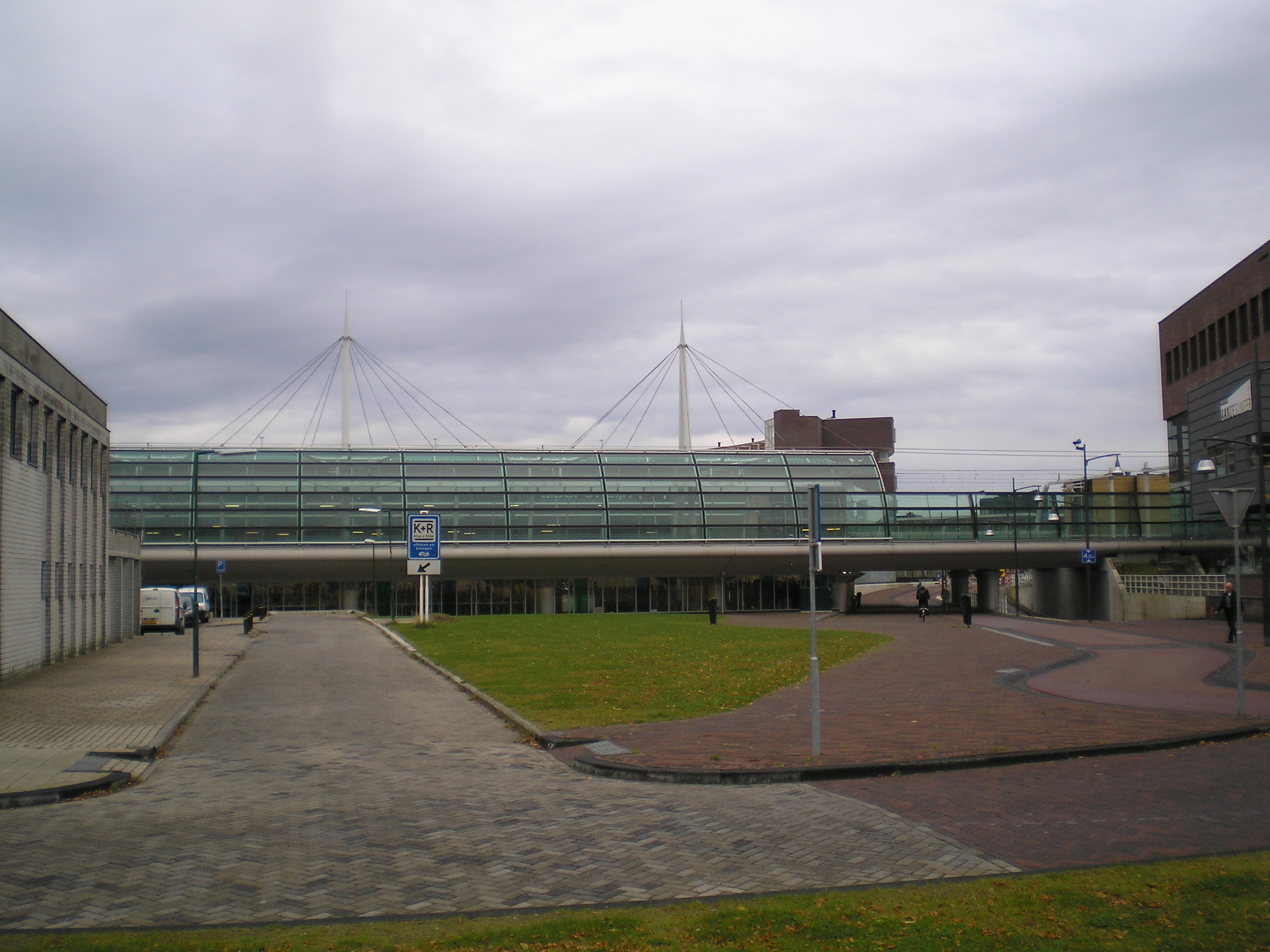
westzijde Houten NS Station aan De Slinger.

### Spoorverdubbeling en nieuw station
In het kader van Randstadspoor werd de spoorlijn verdubbeld en werd in het centrum van Houten in fasen een geheel nieuw station gebouwd. Om de barrièrewerking van de spoorlijn te verminderen zijn de sporen van 0,80 naar 1,80 meter verhoogd en is de onderdoorgang naar het maaiveld gebracht. Zo is voorkomen dat een nog langere tunnel ontstond. Het nieuwe station heeft een eilandperron met een centrale toegang onder het viaduct en een fietstransferium onder de sporen. Het stationsviaduct bestaat uit zes dekken waarvoor voor elk deel 300 kuub beton is gebruikt. Het nieuwe station heeft een overkapping van 170 meter lang en 7 meter hoog die alleen het perron, maar niet de sporen overdekt. De overkapping is architectonisch geïntegreerd met de geluidsschermen en de bovenleidingsportalen.
De werkzaamheden hiervoor waren begin 2007 van start gegaan. Op 14 mei 2007 werd een tijdelijk perron in gebruik genomen aan de westzijde van het spoor, voor de stoptreinen richting Geldermalsen, zodat tijdens de werkzaamheden het station geopend kon blijven. Hierna is het westelijke perron gesloopt en werd op dezelfde plaats de eerste helft van het nieuwe spoorviaduct gebouwd.
In het najaar van 2008 werd het eerste van de nieuwe sporen in gebruik genomen. De tramlijn is in december 2008 opgeheven en vervangen door een busdienst, die tot de opening van station Houten Castellum op 12 december 2010 de tramdienst definitief verving. Het tram toestel is ondanks pogingen om het een monument te maken vernietigingd.
In maart 2009 werd het tweede nieuwe spoor in gebruik genomen, waardoor al het spoorverkeer over het nieuwe viaduct geleid kan worden. De stoptreinen richting Utrecht stopten daarna langs het eerste deel van het toekomstige eilandperron, op de plaats waar in de uiteindelijke situatie de treinen in de richting Geldermalsen stoppen. Tegelijk met de ingebruikname van dit nieuwe spoor is het laatste deel van het oude viaduct gesloopt, waarna aangevangen werd met de bouw van de tweede helft van het nieuwe viaduct.
Op maandag 15 november 2010 was de spoorverdubbeling gereed zodat het nieuwe eilandperron volledig in gebruik kon worden genomen. Het tijdelijke perron aan de westzijde werd gesloopt, delen ervan zijn hergebruikt voor de verbouwing van station Utrecht Lunetten. De spoorverdubbeling gaf in totaal 22,4 km aan nieuw spoor, en doordat er vooral 's nachts werd gewerkt waren er slechts vier treinloze weekenden. De officiële opening vond plaats op 16 april 2011.

## Treinseries die in Houten stoppen
| Serie | Treinsoort    | Route | Bijzonderheden                                                                                          |
| ----- | ------------- | --- | --- |
| 6000  | Sprinter (NS) | Den Haag Centraal – Gouda – Utrecht Centraal – Houten – Geldermalsen – 's-Hertogenbosch                   | Rijdt alleen na 18:00 uur en van vrijdag t/m zondag.                                                    |
| 6700  | Sprinter (NS) | Leiden Centraal – Alphen a/d Rijn – Woerden – Utrecht Centraal – Houten – Geldermalsen – Tiel             | Rijdt alleen na 18:00 uur en van vrijdag t/m zondag. Rijdt non-stop tussen Woerden en Utrecht Centraal. |
| 16700 | Sprinter (NS) | Utrecht Centraal – Houten – Geldermalsen – Tiel                                                           | Rijdt enkel eenmaal halverwege de dinsdag- en zondagavond en alleen richting Tiel.                      |
| 6900  | Sprinter (NS) | Den Haag Centraal – Gouda – Utrecht Centraal – Houten – Geldermalsen – Tiel                               | Rijdt alleen van maandag t/m donderdag tot 18:00 uur.                                                   |
| 8800  | Sprinter (NS) | Leiden Centraal – Alphen a/d Rijn – Woerden – Utrecht Centraal – Houten – Geldermalsen – 's-Hertogenbosch | Rijdt alleen van maandag t/m donderdag tot 18:00 uur. Stopt niet in Vleuten en Utrecht Terwijde.        |

## Ontwikkeling aantal reizigers
Het aantal door NS vervoerde reizigers (per gemiddelde werkdag) ontwikkelde zich sedert 2019 als volgt:
| Jaar | Aantal reizigers |
| ---- | ---------------- |
| 2019 | 8.269            |
| 2020 | 3.949            |
| 2021 | 3.986            |
| 2022 | 5.727            |
| 2023 | 6.505            |
| 2024 | 6.095            |